# Arniston
Arniston (Nederlands, verouderd: Wagenhuiskrans) is een dorp met 1267 inwoners, in de Zuid-Afrikaanse provincie West-Kaap. Arniston behoort tot de gemeente Kaap Agulhas dat onderdeel van het district Overberg is. De dichtstbijzijnde stad is Bredasdorp.

## Subplaatsen
Het nationaal instituut voor de statistiek, Stats SA, deelt sinds de census 2011 deze hoofdplaats in in 2 zogenaamde subplaatsen (sub place):
Arniston SP • De Mond State Forest.